# トマス・ビジャ
トマス・ビジャ（Tomas Villa、1983年7月14日 - 2018年4月3日）はメキシコのプロボクサー。チワワ州出身。

## 来歴
2001年にアメリカでプロデビュー。しかし4回TKO負け。2003年の8月まで試行錯誤を続けながら、試合を行った。
2005年に北米ボクシング協会スーパーバンタム級王者になった。その他世界ボクシング評議会アメリカ大陸王者も獲得した。
2010年にはミゲル・アンヘル・ガルシアに敗北した。
2011年7月9日世界初挑戦でジョニー・ゴンザレスが持つWBCフェザー級タイトルに挑戦するも、4回ボディショットで悶絶した後マウスピースを吐いて戦意喪失。そのままTKO負け。
2018年4月3日に交通事故で死亡。